# 山鹿バスの駅

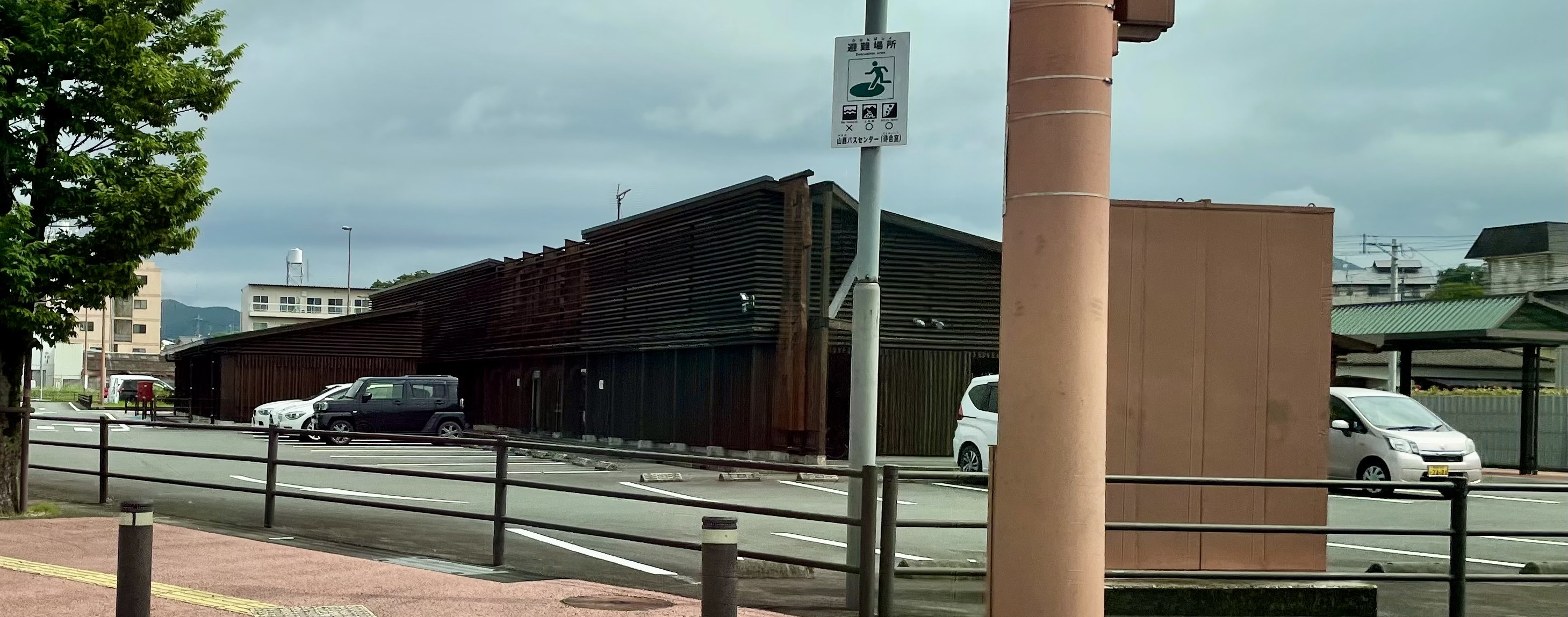
山鹿バスの駅(2025年撮影)

山鹿バスの駅（やまがバスのえき）は、熊本県山鹿市中央通510-2の国道3号沿いにあるバスターミナルである。別名山鹿バスセンター、山鹿バスターミナル。

## 概要
山鹿市のバスの乗り換え利便性の改善を目的として2006年5月1日にオープン。これにより乗り換え全利用者の移動時間損失を年間1万8千時間軽減することを目標とする。なお、施設には九州産交バス山鹿営業所の事務所も併設している（車庫はバスターミナル設置前の旧営業所施設を引き続き利用）。
なお、オープン当初は山鹿市内には九州産交バス・産交バスの路線以外にも熊本電鉄バスの路線も多く存在したり、西鉄バスの八女方面からの路線も乗り入れていたが、西鉄バスの路線は早くに廃止となり、熊本電鉄バスも2018年3月31日限りで合志市（辻久保）とを結ぶ路線が廃止されたのを最後に山鹿市内からの運行から撤退したため、現在当バスの駅から発着する路線は全て九州産交バス・産交バスと「鹿北線」（後述）を引き継いだ山鹿市あいのりタクシーの定期便路線である。
過去には熊本市内方面行きに関しては便数も多く、途中に来民中町経由ならびに植木町宮原からの国道3号新道ー山鹿大橋を経由する便なども併せると1時間あたり5ないし8便とかなり豊富であったが、2019年10月のダイヤ改正において便数大幅見直しによりこれらの系統は全て廃止され、現在は1時間あたり1ないし2便にまで抑えられている。

## 発着路線
- ここから発着する「九州産交バス（産交バス）」全ての便は山鹿営業所が担当するが、玉名・南関線においては産交バス玉名営業所との共管または玉名営業所独自の管轄である。

山鹿バスセンター着の産交バスに於ける行先表示は「山鹿温泉」としている。
- 鹿北線（鹿北道の駅行き）に関しては「山鹿市あいのりタクシー」が平日・土曜の1日3便ジャンボタクシーで定期運行（但し、乗乗車定員9名超える場合は追加便（増車）で対応）。

この路線は「ひのくに号」が特急バス時代の運行区間であり、「ひのくに号」が高速バスに移行後西鉄バスの「久留米-福島（八女）-山鹿線」となった。のちに熊本県内の区間を産交バスに「鹿北線」として移管。2023年10月に山鹿市に再移管との形で「山鹿市あいのりタクシー」を運行開始。
| 運行事業者                      | 路線                                    | 系統・行先                                                             | 備考                                               |
| ①おりば                         | ①おりば                                 | ①おりば                                                                | ①おりば                                            |
| ------------------------------- | --------------------------------------- | ---------------------------------------------------------------------- | -------------------------------------------------- |
| 降車専用                        |                                         |                                                                        |                                                    |
| ②のりば 南関・鹿北・玉名        |                                         |                                                                        |                                                    |
| 産交バス                        | 南関－山鹿線                            | 45：南関上町（平山温泉・三加和温泉）                                   |                                                    |
| 産交バス                        | 山鹿－玉名 （菊水インターチェンジ経由） | 54：玉名駅（城北高校前・江田・新玉名駅・九州看護福祉大学）             | 平日朝2便のみ「九州看護福祉大学」に停車しない。    |
| 産交バス                        | 山鹿－玉名 （米の岳経由経由）           | 58：玉名駅（鹿央市民センター前・江田・新玉名駅・玉名市役所前）         |                                                    |
| 山鹿あいのりタクシー            | 鹿北線                                  | - ：鹿北道の駅（山鹿市役所前・鹿北支所前）                             | 日曜と年末年始運休（但し祝日が日曜以外の日は運行） |
| ③のりば 植木・熊本              |                                         |                                                                        |                                                    |
| 産交バス                        | 山鹿－熊本 （来民バイパス経由）         | A5-1：桜町BT / 熊本駅・田崎橋（十三部・日置・植木温泉入口）            |                                                    |
| 産交バス                        | 山鹿－熊本 （日置経由）                 | A5-2：桜町BT/ 熊本駅・田崎橋（山鹿郵便局前・日置・植木温泉入口）       |                                                    |
| 産交バス                        | 山鹿－熊本 （植木温泉経由）             | A5-3：桜町BT（山鹿郵便局前・日置・植木温泉）                           | 本数少                                             |
| ④のりば 菊池・大津・山鹿市役所  |                                         |                                                                        |                                                    |
| 産交バス                        | 菊池線                                  | - ：菊池産交（十三部・遊蛇口経由）                                     |                                                    |
| 産交バス                        | 大津線 （菊池温泉・翔陽高校経由）       | - ：肥後大津駅（十三部・鹿本農高前・水辺プラザ・菊池プラザ・菊池温泉） |                                                    |
| 産交バス                        | 南関－山鹿線                            | 45：山鹿市役所前                                                       |                                                    |
| ⑤おりば                         |                                         |                                                                        |                                                    |
| 降車専用                        |                                         |                                                                        |                                                    |
| タクシーのりば（①おりば反対側） |                                         |                                                                        |                                                    |
| 山鹿あいのりタクシー            | 山鹿チヨマツ号                          | 山鹿・鹿本市街地区域                                                   | 旧・三玉線など代替                                 |
| 山鹿あいのりタクシー            | 鹿北たけんこ号                          | 鹿北地区（立花町「山中」バス停含む）                                   | 旧・鹿北線 / 旧・岳間線代替                        |
| 山鹿あいのりタクシー            | 菊鹿あんず号                            | 菊鹿地区                                                               | 旧・番所線など代替                                 |
| 山鹿あいのりタクシー            | 鹿央キンカン号                          | 鹿央地区                                                               | 山鹿－玉名（千田経由）線など代替                   |